# PA-34
La PA-34 es una vía desdoblada situada en la Comunidad Foral de Navarra (España) de acceso a  Pamplona por el oeste desde la N-240-A y del tramo norte de la Autopista de Navarra AP-15 (Vitoria -San Sebastián).

## Salidas
| Esquema | Carriles | Sentido San Sebastián (ascendente)                                       | Sentido Pamplona (descendente)      | Carriles |
| ------- | -------- | ------------------------------------------------------------------------ | ----------------------------------- | -------- |
|         |          | Inicio de la vía                                                         | PA-30 (sur) Pamplona Landaben       |          |
|         |          |                                                                          | PA-30 (norte) Burlada               |          |
|         |          |                                                                          | Área comercial Comarca I Mercairuña |          |
|         |          | AP-15 Vitoria - San Sebastián - Francia A-15 Logroño - Huesca - Zaragoza |                                     |          |
|         |          | NA-8110 Berriozar                                                        |                                     |          |
|         |          | Gasolinera                                                               |                                     |          |
|         |          | Iruregaña                                                                |                                     |          |
|         |          | Plazaola El Soto NA-4100 Aizoáin                                         |                                     |          |
|         |          | Plazaola El Soto Berrioplano N-240-A Vitoria - San Sebastián - Francia   |                                     |          |